# Kostel svatého Jana Křtitele (Velká Bíteš)
Kostel svatého Jana Křtitele patří mezi významné pamětihodnosti a dominanty Velké Bíteše, města ve východní části Českomoravské vrchoviny. Je chráněn jako kulturní památka České republiky.

## Historie stavby
Nejstarší písemná zmínka o tomto chrámu a současně nejstarší doklad o Velké Bíteši pochází z roku 1240, kdy se český král a moravský markrabě Václav I. vzdal patronátního práva ve prospěch tišnovského cisterciáckého kláštera Porta Coeli. Původně byl kostel dřevěný, teprve ve 13. století začala stavba kamenného kostela v románském slohu. Současnou podobu získával chrám přibližně od poloviny 14. století, kdy se postavila presbyteriální část s přilehlou sakristií a lodní část s velkou věží. Kamenné opevnění kostela, zbudované pro dokonalejší ochranu občanů, se datuje přibližně do poloviny 15. století.
Celá stavba byla opravována pouze výjimečně a větších oprav se dočkala až roku 1946, kdy se zahájila postupná rekonstrukce, která trvá dodnes.

## Části stavby
Bítešský kostel se skládá z chrámové budovy, kterou obklopují hradby s malou věží. Do objektu kostela lze vejít tzv. malou (hradební) věží, pod níž býval jediný vchod uprostřed kostelních hradeb, a od konce 18. století také kovanou bránou ze sousedícího hřbitova. Podél celých hradeb byl vybudován hluboký příkop, přes který vedl padací most, jenž byl zavěšený na malé věži až do doby, než byl nahrazen zděným mostem a po zasypání valů roku 1820 nahrazen současným přístupem. Hradby kolem kostela tvoří nepravidelnou elipsu dlouhou 48 m a širokou 32 m, obvodová délka hradeb je 160 m, šířka 1,5 m a původní výška až 7 m. Součástí hradeb je pět bašt postavených do půlkruhu, uprostřed nichž stála ve výšce střílen dvě dřevěná lešení nad sebou.
Chrámová budova je tvořena tzv. velkou (chrámovou) věží, lodí, presbytářem a třemi přístavky (kaple, předsíň a sakristie). Velká věž je 38 m vysoká, čtyřhranná (délka strany 8 m), vystavěna z lámaného kamene a mimo přístavek na zvony neomítnuta. V této věži jsou celkem tři zvony: Poledník, Maria a Kříž. Báně obou věží mají maurský tvar a nejprve byly pokryty šindelovou krytinou, později plechem.
Chrám se skládá z lodi a presbytáře, v hlavní lodi stojí v řadě tři žulové sloupy, které podpírají její klenutí. Délka celého chrámu je 40 m a výška 9 m. Presbytář je dlouhý 13,5 m, široký 9,7 m a od lodi oddělen vítězným obloukem. Dvě okna za hlavním oltářem jsou vymalovaná obrazy sv. Cyrila a sv. Metoděje. Původně dřevěný zpěvácký kúr byl roku 1811 nahrazen zděným.

## Kostelní zvony
Inventář kostela tvoří celkem pět zvonů, z nichž čtyři jsou původní. Ve velké věži se nachází celkem tři zvony: Poledník, Maria a Kříž, na malé věži dva: Velký zvon a Umíráček. Velký zvon v hradební věži je největší (1950 kg a 141,5 cm v průměru) a byl darován kostelu měšťany Pavlem Sovou a Martinem Vydrou roku 1503. Na malé věži je největším zvonem Maria (1800 kg a 134 cm v průměru), který nese nápis: „Tento zvon je ulit od Václava Konvaře z Velké Byteše za primasa Prokopa Kamasa… L.P. 1568“ a je ozdoben reliéfy P. Marie s dítkem a Kristem na kříži.

### Pověst O velkém zvonu, svini a pasačce
K Velkému zvonu v hradební věži se váže pověst, která říká, že zvuk tohoto zvonu byl tak výrazný, že jej bylo slyšet široko daleko. Za zimních večerů zvuk zvonu doléhal až do Brna, což se nelíbilo brněnským konšelům, a proto jej chtěli odkoupit za tolik stříbrných grošů, kolik by se jich vyrovnalo na cestu z Velké Bíteše do Brna. Bítešští ale neprodali a zvon zvonil až do doby, než tímto krajem procházeli Turci, kteří sundávali křesťanské zvony z věží, roztavovali je na kov a z kovu lili zbraně. Bítešští radní chtěli zvon uchránit, a tak jej sundali, naplnili kaší a společně s monstrancí zakopali do země nedaleko kapličky u sv. Antoníčka jižně od Velké Bíteše. Čas plynul, nebezpečí pominulo a lidé na zvon zapomněli, až jednoho dne pasačka u sv. Antoníčka pásla stádo sviní. Jedna z nich ryla v zemi tak dlouho až vyhrabala zvon, k místu se seběhli konšelé, zvon vykopali a zavěsili na původní místo v hradební věži, kde je dodnes.